# Ani királyainak listája
Ani - a középkori Örményország fővárosa - királyainak listája.
- I. Abbasz 928 vagy 929–953
- III. Asot (fia) 953–977
- II. Szempad (fia) 977–989
- I. Gagik (testvére) 989–1020
- III. Szempad (fia) 1020–1040 vagy 1041
- IV. Asot (trónbitorló) 1021–1039 vagy 1040
- Gargis (trónbitorló) 1040 vagy 1041–1042
- II. Gagik (Asot fia) 1042–1045